# Giovanni Ferrari
Giovanni Ferrari (* 6. Dezember 1907 in Alessandria; † 2. Dezember 1982 in Mailand) war ein italienischer Fußballspieler und -trainer.

## Karriere

### Als Spieler
Als Mittelfeldspieler gehörte Giovanni Ferrari zu den erfolgreichsten Fußballspielern Italiens.
Er spielte zunächst Anfang der 1920er Jahre bis 1930 bei seinem Heimatverein US Alessandria und wechselte dann zu Juventus Turin, wo er bis 1935 unter Vertrag stand. Bei Juve gehörte er zur legendären Mannschaft des Quinquennio d’Oro und gewann zwischen 1931 und 1935 fünf italienische Meisterschaften.
Als Juve-Spieler gewann er mit der italienischen Fußballnationalmannschaft die Fußball-Weltmeisterschaft 1934 und konnte diesen Erfolg bei der Fußball-Weltmeisterschaft 1938 sogar wiederholen, diesmal als Spieler von Inter Mailand. Bei der Weltmeisterschaft 1934 gelangen ihm zwei Tore. Er traf im Achtelfinale gegen die USA sowie im Viertelfinale gegen Spanien.
Nach einer Saison 1940 beim FC Bologna, beendete er 1942 seine aktive Laufbahn wieder bei Juventus Turin. In seiner langen Karriere wurde er achtmal italienischer Meister (5× mit Juve, 2× mit Inter und 1× mit Bologna). Insgesamt erzielte er in 427 Ligaspielen 171 Tore, davon in 316 Seria A-Spielen 112 Tore. In der Nationalmannschaft Italiens war er in 44 Spielen aktiv und erzielte dabei 14 Tore.

### Als Trainer
Nach seiner Spielerkarriere trainierte er zunächst in der Spielzeit 1941/42 Juventus Turin. Nach der Kriegspause begann er 1945 bei Brescia Calcio. Von 1948 bis 1950 war er Fußballlehrer bei der AC Prato, 1951 bei Calcio Padova.
Vom 13. Dezember 1958 bis zum 29. November 1959 war er für die italienische Fußballnationalmannschaft zuständig, danach übernahm sein Vorgänger Giuseppe Viani die Mannschaft für drei Spiele. Vom 10. Dezember 1960 bis zum 4. November 1961 war er wieder allein für die Geschicke der Azzurri verantwortlich, danach gemeinsam mit Paolo Mazza. In die Zeit mit Mazza fällt die Fußball-Weltmeisterschaft 1962 in Chile, die mit der Schlacht von Santiago ihren Höhepunkt fand. Nach der WM wurden er und Mazza von Edmondo Fabbri abgelöst.